# Waldersee-Denkmal

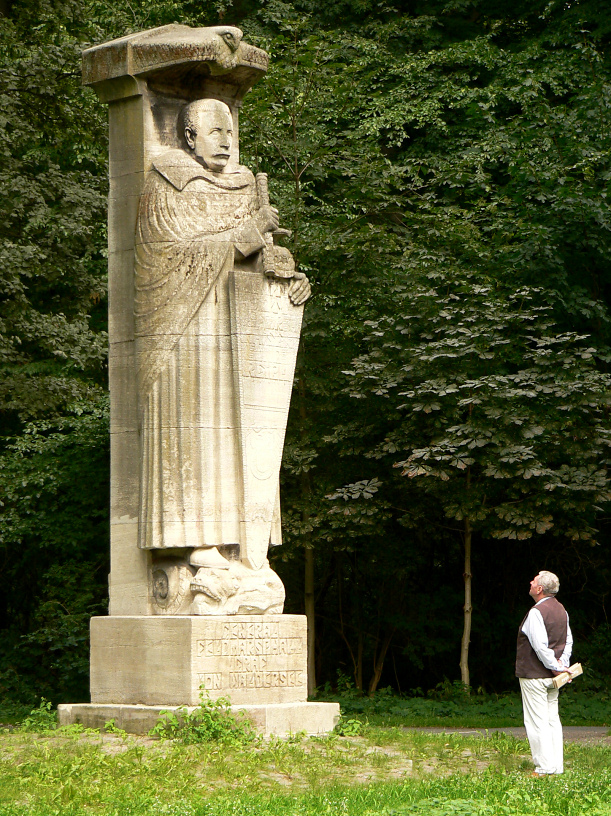
Das Denkmal für Generalfeldmarschall Alfred von Waldersee am Rand der Eilenriede

Das Waldersee-Denkmal in Hannover ist eine Kolossalstatue, die den Generalfeldmarschall Alfred von Waldersee überhöht darstellt. Die Statue wurde in den Jahren 1914 und 1915 vom Bildhauer und Architekten Bernhard Hoetger geschaffen. Sie bildet den perspektivischen Abschluss der Kleinen Pfahlstraße im hannoverschen Stadtteil Oststadt.
Das Denkmal steht am Rande der Eilenriede gegenüber der Villa Waldersee, die Alfred von Waldersee von 1898 bis zu seinem Tod 1904 bewohnte.

## Geschichte
Hoetger, ein expressionistischer Künstler, dem ein derartiges Thema eigentlich wohl fernlag, schuf den Entwurf zu dem Denkmal als Auftragsarbeit, ohne dass eine Ausschreibung oder ein Wettbewerb vorangegangen wäre.
Die Idee, ein Waldersee-Denkmal in Hannover errichten zu lassen, ging auf den Stadtdirektor Heinrich Tramm zurück, der den Vorschlag am 17. Juni 1910 im Stadtrat vorbrachte. Waldersee hatte mit Hannover mehrmals zu tun gehabt, 1866 als junger Offizier, später als Kommandeur eines Ulanenregiments und Chef des Generalstabs des 10. Armeecorps, schließlich als Generalinspekteur der 3. Armee-Inspektion. Überdies war er am 5. März 1904 in Hannover gestorben und auch in dieser Stadt beerdigt worden. Dass Tramm sich sicher sein konnte, die Genehmigung des Kaisers, die zu dieser Zeit vor der Errichtung eines Denkmals eingeholt werden musste, zu erhalten, hing aber nicht mit diesen lokalen Bezügen zusammen. Grund für Tramms Erwartung war die Tatsache, dass Waldersee im Jahr 1900 eine entscheidende Rolle bei der Niederschlagung des Boxeraufstandes gespielt hatte. Wilhelm II. hatte damals gefordert, Peking dem Erdboden gleichzumachen, und in seiner Truppenansprache am 27. Juli 1900 die bekannten Sätze „Pardon wird nicht gegeben! Gefangene werden nicht gemacht! Wer euch in die Hände fällt, sei euch verfallen“ etc. geäußert. Im Juli 1911 bewilligte die Stadt Hannover 10.000 Mark als ersten Beitrag zu dem zu errichtenden Denkmal. Später beteiligten sich das Sächsische Kriegsministerium und diverse Armeecorps an der Finanzierung, so dass bis zum 14. Dezember 1912 eine Summe von 56.000 Mark zusammenkam und ein knappes Jahr später 61.000 Mark zur Verfügung standen.
Ein Ausschuss für die Errichtung des Denkmals unter Tramms Vorsitz hatte sich seit 1911 mit der Frage des Aufstellungsortes befasst. In der Sitzung des Denkmalsausschusses vom 4. Dezember 1913 entschied man sich einstimmig für den Standort in der Hohenzollernstraße gegenüber der Villa Waldersee.
Tramm schlug in dieser Sitzung zur Beschleunigung des Verfahrens – er wollte das Denkmal gerne bis zum Frühjahr 1914 realisiert sehen – vor, auf eine Ausschreibung etc. zu verzichten und den Auftrag direkt zu vergeben. Tramm nannte auch gleich den Namen des Künstlers, der ihm vorschwebte: Professor Hoetger gehöre zu den genialsten Bildhauern, die zur Zeit am Leben seien, und man könne von ihm eine zugleich originelle und würdige Behandlung des Themas erwarten. Auch diesem Vorschlag wurde nicht widersprochen und Tramm konnte daraufhin in Verhandlungen mit Hoetger, der zunächst Skizzen vorlegen sollte, eintreten. Hoetger entschied sich für eine Darstellung Waldersees, die über ein bloßes Porträt hinausgehen und den General als Repräsentanten seiner Zeit zeigen sollte. Das Denkmal sollte aus Muschelkalk gefertigt und mit einer Umzäunung aus Lanzen umgeben werden, wie er selbst bei einer Vorstellung der Skizzen erläuterte. Die Pläne wurden genehmigt und Hoetger, der nicht zum Kriegsdienst herangezogen wurde, meißelte von Juni 1914 bis März 1915 die sieben einzelnen Blöcke, aus denen die Figur zusammengesetzt werden sollte, zurecht. Eine Feierlichkeit anlässlich der Enthüllung des Denkmals sollte mit Blick auf den Ernst der Lage entfallen, doch wollte man mit der Aufstellung des Denkmals auch nicht bis zum Ende des Krieges warten. Daher wurde das fertige Denkmal am 21. März 1915 ohne Feierlichkeiten übergeben.

## Beschreibung

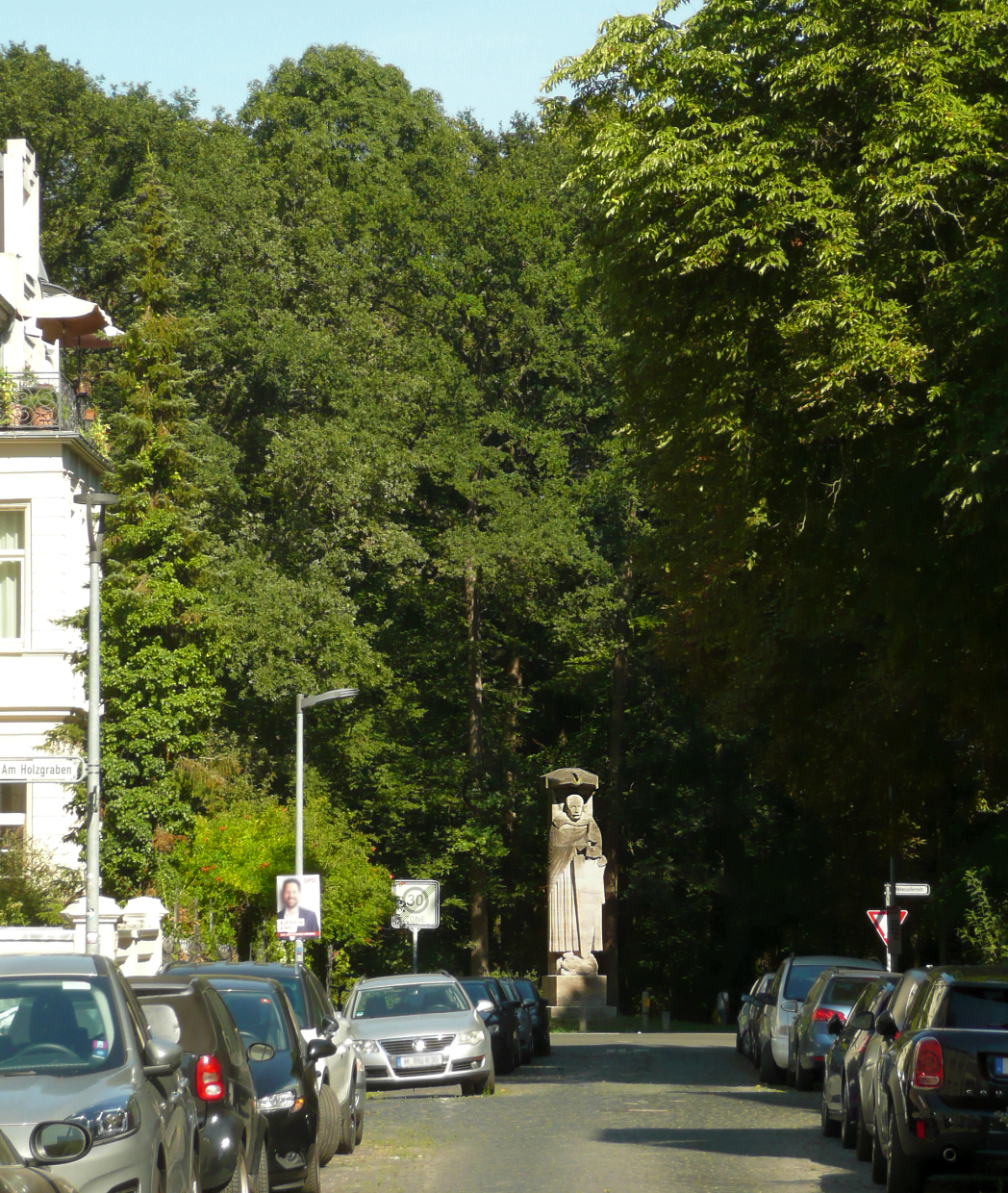
Blick durch die Kleine Pfahlstraße zum Denkmal am Waldrand, links am Bildrand die Villa Waldersee

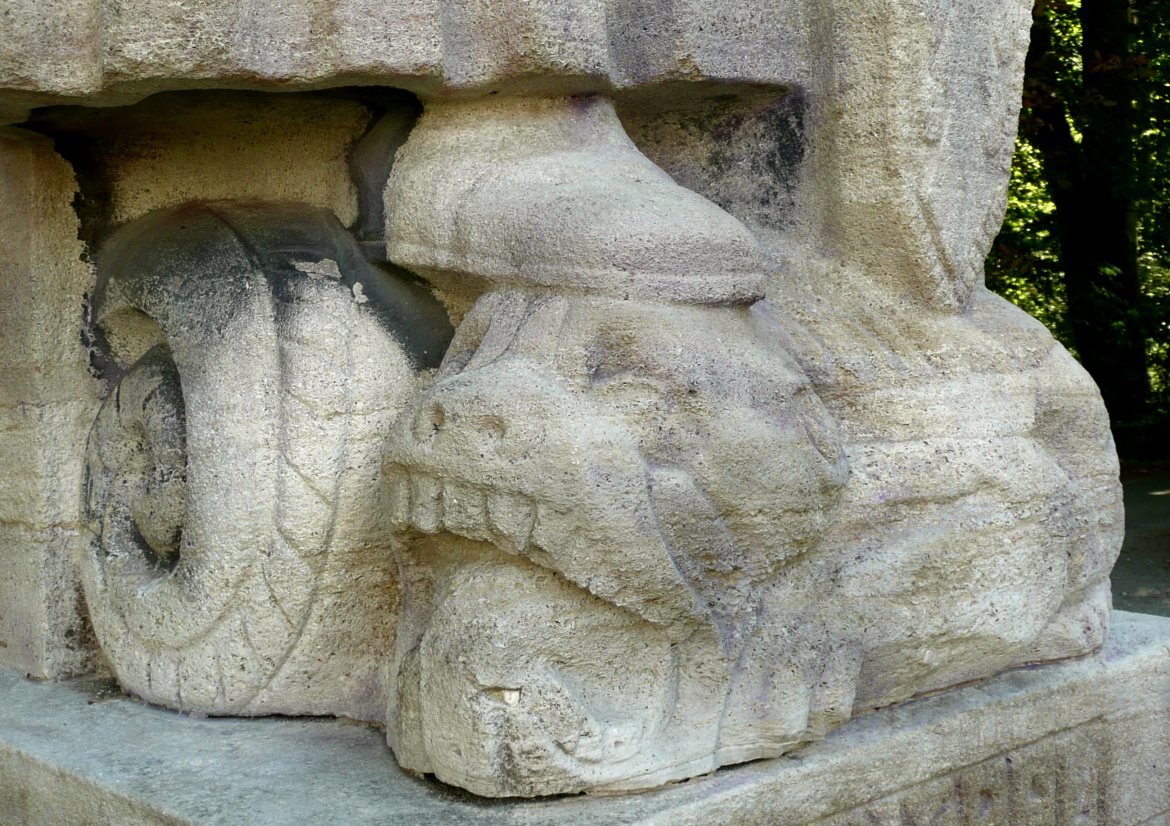
Ein Fuß der Figur auf einem Drachen

Hoetger verzichtete auf Abstraktion und verblieb bei seinem 4,50 Meter hohen Denkmal, wie Dietrich Schubert schrieb, „im mimetischen Bereich“ und schuf ein „Abbild mit symbolischen Zügen“. Er stellte den Grafen Waldersee im Uniformmantel vor einer schmalen Wand stehend dar. In der rechten Hand hält die Walderseefigur einen Feldherrnstab über einem Helm, in der Linken einen nach unten spitz zulaufenden Schild. Der Eindruck, die Figur stehe in einer Art Nische, wird durch den baldachinartig über dem Kopf des Grafen drapierten Adler erweckt. Die Figur steht nicht direkt auf dem eigentlichen Sockel des Denkmals, sondern auf einem kompakten Drachen.
Auf dem Schild ist das Motto „Mit Gott für Kaiser und Reich“ zu lesen, der Sockelblock trägt vorn die Inschrift „General Feldmarschall Graf von Waldsee“ und auf der Rückseite den Text „Dem Ehrenbürger der Stadt Hannover - dem ruhmreichen Streiter für die Größe Deutschlands in treuer Erinnerung gewidmet von seinen Freunden 1914–1915“.
Hoetger griff auf Vergangenes zurück: Die Buchstaben aller Inschriften sind runenartig stilisiert, Wandfiguren zwischen Baldachin und Konsole waren zur Zeit der Hochgotik en vogue und die Gestalt des Rolands, an die das Waldersee-Denkmal erinnert, ist ab dem 13. Jahrhundert in Thüringen, Sachsen und Norddeutschland nachweisbar. Den mittelalterlichen Rolandsfiguren ist allerdings in der Regel ein Schwert als Rechtssymbol beigegeben, nicht der spitze Schild des Walderseedenkmals.
Hoetger war nicht der einzige Künstler, der zu Beginn des 20. Jahrhunderts wieder auf die mittelalterlichen Rolandsdarstellungen aufmerksam wurde: Bruno Taut etwa nannte den Roland von Brandenburg ein „echt expressionistisches Kunstwerk“, und den
Rolandstypus vertritt auch das Hamburger Bismarckdenkmal von Hugo Lederer, das etwa aus derselben Zeit stammt wie das Waldersee-Denkmal.

## Stellung in Hoetgers Gesamtwerk
Laut Schubert gehören das Waldersee-Denkmal sowie der erste Entwurf zum Niedersachsenstein zu den ideologischen Arbeiten, die von den „zeitlosen“ Aktfiguren der Schaffensphase Hoetgers vor dem Ersten Weltkrieg und den Werken, die nach seiner Wandlung zum Pazifisten in den Jahren 1918/19 entstanden, deutlich abstechen. Sie hätten „offiziellen Charakter“ und seien von der „Teilhabe an der offiziellen Ideologie der Hohenzollern“ geprägt. Er schließt seinen Aufsatz über das Denkmal mit den Sätzen: „So erweist sich das [...] Denkmal [...] als Konkretion der ideologischen Wünsche einer bestimmten sozialen Auftraggeberschicht [...] und als der Versuch eines expressionistischen Künstlers andererseits, diesen ideologischen Sinn in einer Synthese aus mittelalterlichen Formtraditionen und proto-expressionistischen Gestaltungsweisen anschaulich wirksam zu machen, ohne künstlerisch in den Historismus [...] zurückzugehen.“

## Kritik

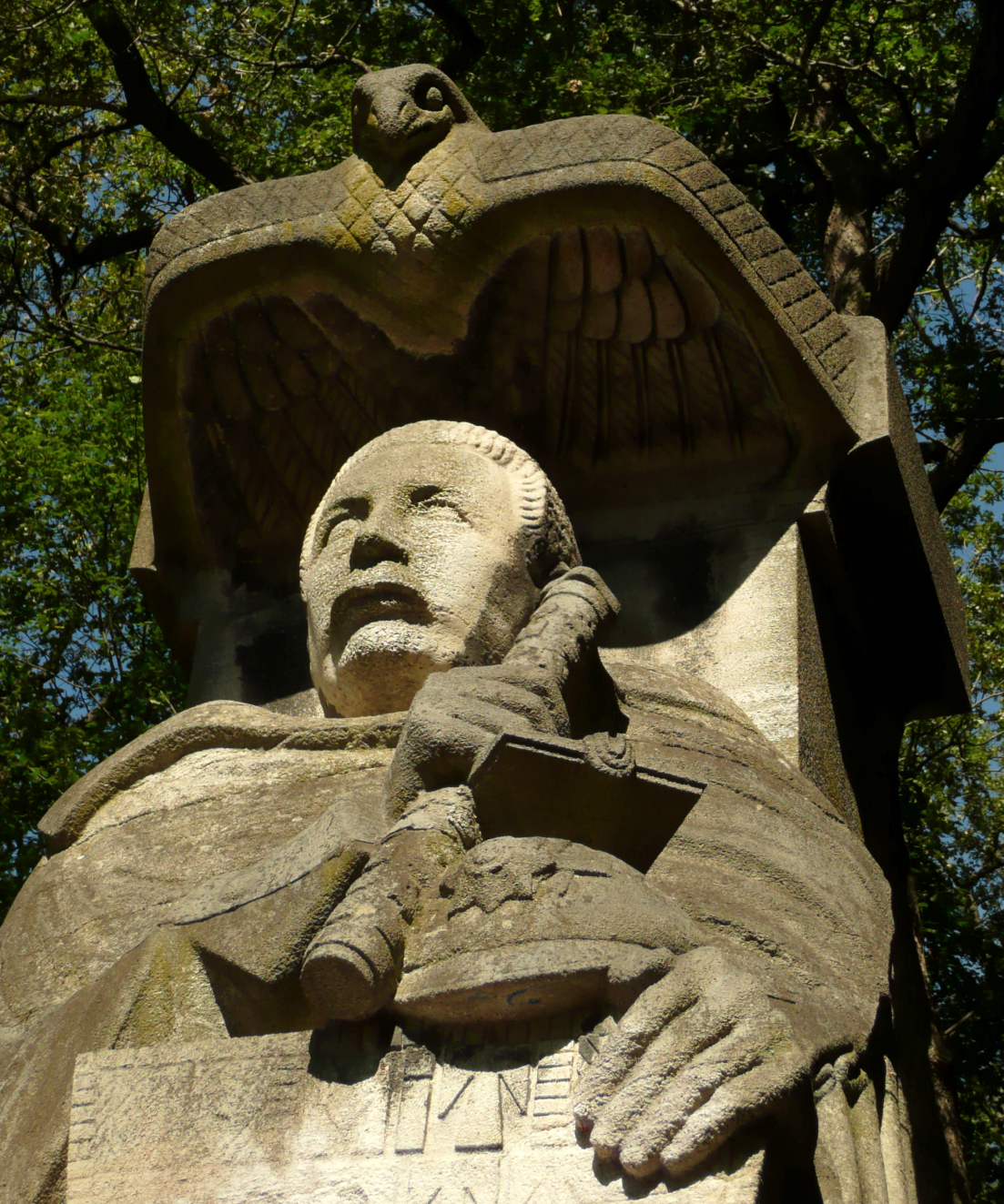
Oberer Bereich der Statue

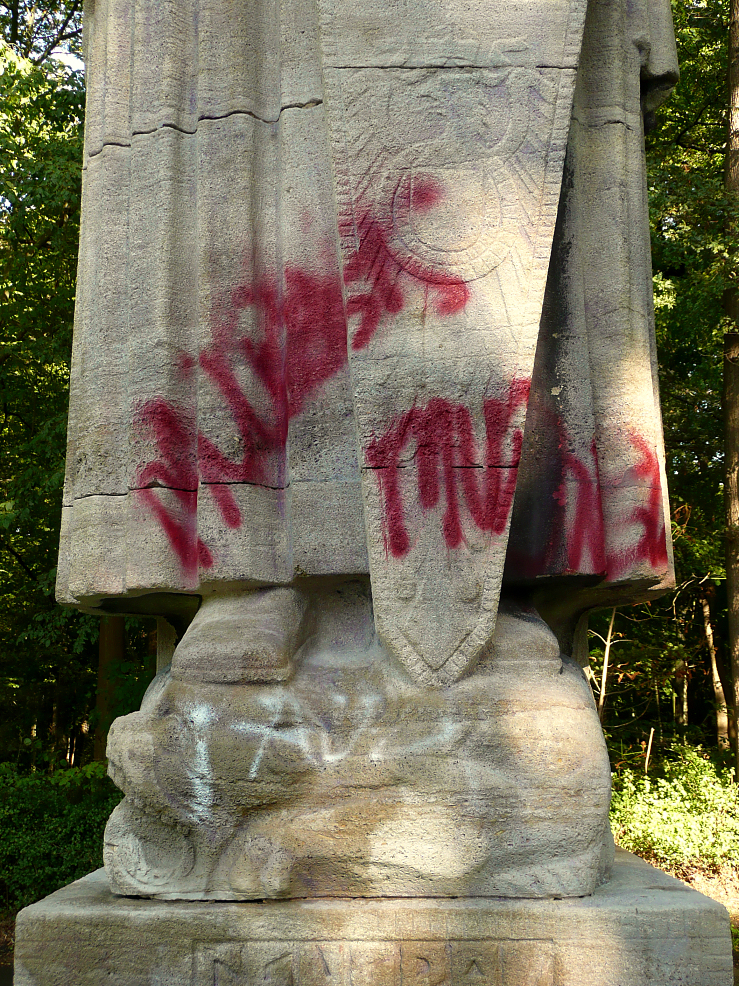
Unterer Bereich mit aufgesprühten Parolen in roter Farbe, vermutlich Murder, 2022

Schon früh regte sich Widerspruch gegen das Denkmal. In der Deutschen Volkszeitung vom 25. Januar 1916 bezeichnete ein anonymer Autor das Denkmal als „Mummenschanz“ und „unkünstlerisches Schreckbild“. Er monierte die Darstellung eines Feldmarschalls als Roland, da die Rolandsäule ein Symbol eigener Gerichtsbarkeit sei und mit Waldersees militärischer Funktion nichts zu tun habe. Im Frühjahr 1935 forderte ein ehemaliger Bürger Hannovers, C. W. Kühns, eine Veränderung des Denkmals. Der Drache, so argumentierte er, könne die chinesische Nation beleidigen. Doch Hannovers Oberbürgermeister Arthur Menge widersetzte sich diesem Ansinnen und erklärte, den Drachen wegzumeißeln bedeute eine Verschandelung des Denkmals. Die einzige Veränderung von Menschenhand, die das Denkmal im Laufe der Jahre erfuhr, war denn auch eine Vertiefung der Namensinschriften auf der Vorderseite.
Der Theologe Hans Werner Dannowski empfand laut einer Beschreibung in einem 2002 erschienenen Buch den kreuzritterartigen Waldersee von Hoetger wie „eine Skulptur des Irrtums“. Er schätze sonst Hoetger als Künstler sehr, aber die „pure Größe und Monumentalität“ sei nicht angetan, die Welt zu retten, es komme vielmehr auf „Augenmaß und aufmerksames Hören und Schauen“ an.
Eine breitere Diskussion um das Denkmal kam 2020 im Zusammenhang mit internationalen Protesten der Black-Lives-Matter-Bewegung auf. Vorgeschlagen wurden unter anderem eine Beseitigung und eine Umgestaltung. 2022 wurde bekannt, dass sich der Rat der Stadt Hannover mit den Spuren der Kolonialzeit im Stadtbild befassen will. Dies soll durch eine Kolonialismus-Kommission erfolgen, analog zu einem 2014 von der Stadt einberufenen Beirat zur Überprüfung von NS-belasteten Personen als Namensgeber für Straßen. Die Fraktion der Partei Die Linke im Bezirksrat des hannoverschen Stadtbezirks Mitte forderte 2022 den Abriss des Denkmals sowie die Umbenennung der Walderseestraße und begründete dies damit, dass Alfred von Waldersee ein Militarist und Antidemokrat gewesen sei. 2022 begingen Unbekannte zum Weltfrauentag Sachbeschädigungen an dem Denkmal, in dem sie es mit lila Farbe und antipatriarchalen Aufschriften besprühten.